# Бейсайд (Дублин)
Бейсайд (англ. Bayside; ирл. Cois Bá) — пригород в Ирландии, находится в графстве Фингал (провинция Ленстер).

## Расположение и транспортная схема
Пригород Бейсайд расположен недалеко от морского побережья в десяти километрах к северо-востоку от центра Дублина. Построенный в 1970-х годах, район Бейсайд находится между ведущей в Килбаррек автомобильной дорогой Килбарек-Роуд и другими пригородными зонами Балдойл и Саттон.

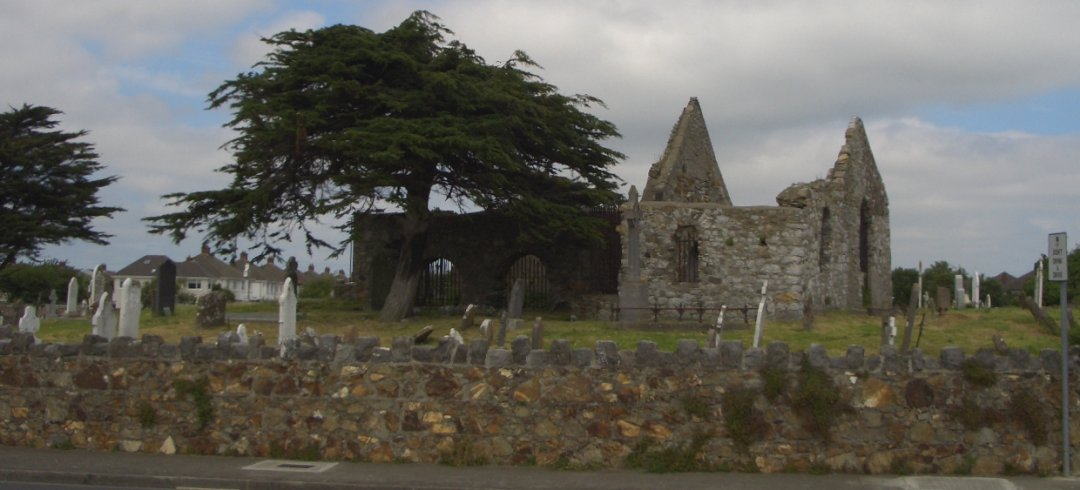
Исторические церковь и кладбище в районе Килбаррека

В пригород Бейсайд можно проехать с главной автодороги, проходящей вдоль прибрежной зоны и ведущей из центра Дублина до пригорода Хоут, но проще всего добраться из центра города при помощи пригородных поездов железнодорожной системы Дублина. Бейсайд при этом имеет собственную железнодорожную станцию, которая была введена в эксплуатацию 11 июня 1973 года. В пригород из центра города можно проехать также на автобусах маршрутов 17A, 31, 32, 32A, 32B и 105 (информация представлена по состоянию на конец 2007 года).